# Джакомини, Руджеро
Рудже́ро Джакоми́ни (итал. Ruggero Giacomini; родился 1 мая 1945 года, фракция Пьянелле коммуны Сарнано, провинция Мачерата, Италия) — итальянский историк и деятель Итальянской коммунистической партии.

## Биография
Руджеро Джакомини родился во фракции коммуны Сарнано в области Марке на востоке центральной Италии 1 мая 1945 года. Он окончил Урбинском университете, где сблизился с левым студенческим движением, близким к Итальянской коммунистической партии и завязал дружбу с философом и интеллектуалом Доменико Лозурдо, был учеником у интеллектуала и историка Энцо Сантарелли.
В конце 1990-х годов, перед роспуском Итальянской коммунистической партии был её областным секретарём по провинции Марке. После роспуска партии участвовал в различных коммунистических движениях: Партии коммунистического возрождения, Партии итальянских коммунистов, а после возрождения Итальянской коммунистической партии в 2016 году стал её членом. С 20 ноября 2020 года — секретарь областного комитета Итальянской коммунистической партии. Председатель культурного центра «Город будущего».
Выпустил многочисленные книги, посвящённые коммунистическому движению и его деятелям (в частности — Грамши и Сталину), истории итальянского Сопротивления во Второй мировой войне. Обнаружил архивные документы, подтверждающие возникновение знаменитой итальянской партизанской песни Bella ciao в одном из партизанских отрядов Марке в 1944 году, откуда она разлетелась по северу Италии, а затем — и по всему миру.